# Bogenschütze von Amesbury

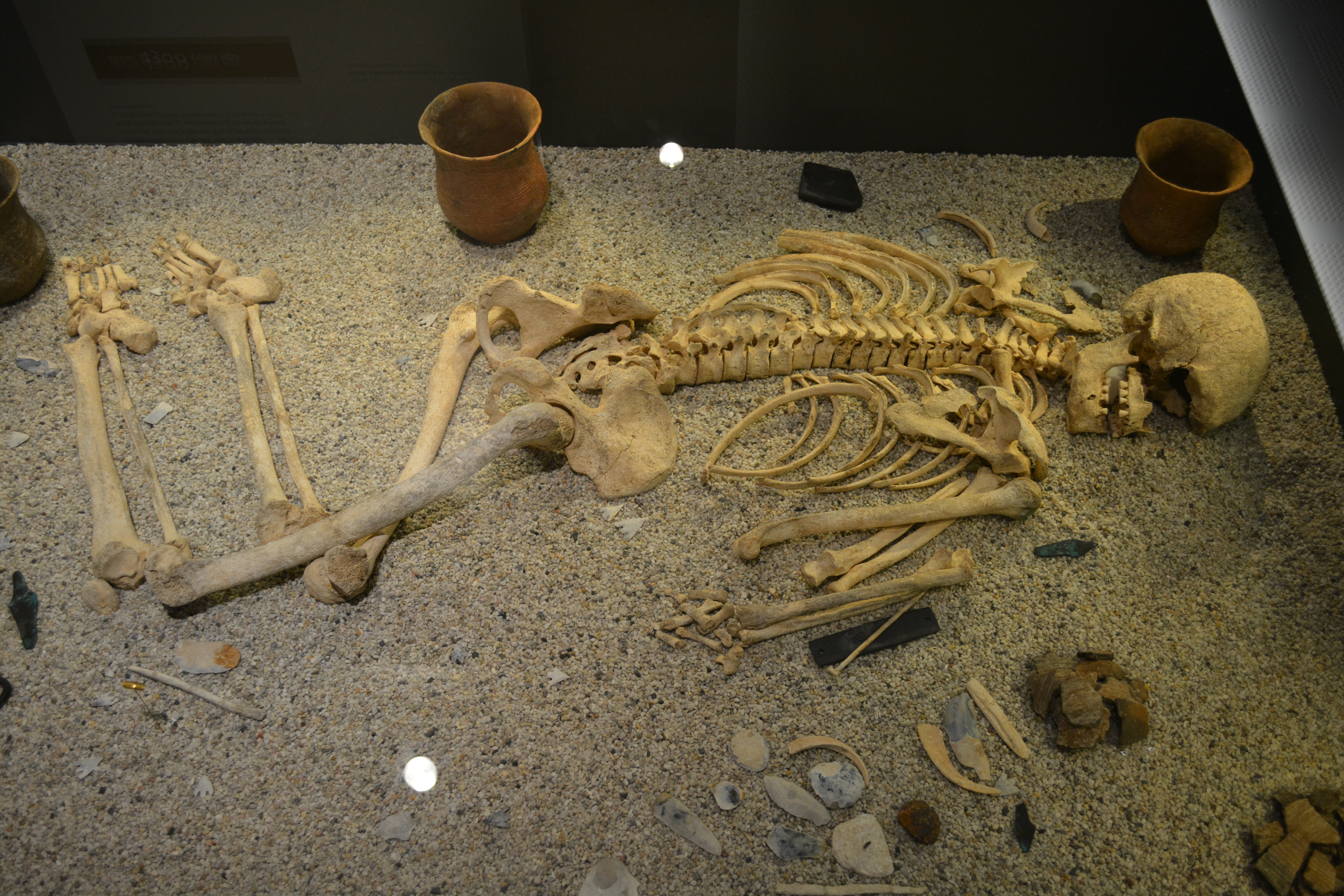
Bogenschütze von Amesbury, ausgestellt in Museum von Salisbury und South Wiltshire

Im Mai 2002 wurde in Amesbury, Großbritannien, ein Hockergrab aus der endneolithischen Glockenbecherkultur entdeckt. Bagger stießen beim Bau einer Schule auf dieses Grab mit reicher Ausstattung von Grabbeigaben. Der Ort Amesbury liegt ca. 5 km von Stonehenge entfernt.

## Fundgeschichte
Bei einer Routinegrabung auf dem Gelände eines geplanten Schulneubaus wurde im Mai 2002 zufällig ein kleiner Friedhof aus römischer Zeit entdeckt. An einer Stelle wurden jedoch zwei weitere Gräber entdeckt, deren Grabbeigaben auf eine etwa 2500 Jahre ältere Bestattung hinwiesen.

## Alter und Skelett
Die Bestattung stammt nach Radiokarbondatierung aus der Zeit von etwa 2380 bis 2290 vor Christus und somit aus der Epoche, in der Stonehenge entstand. Der bei seinem Tod etwa 35 bis 45 Jahre alte Mann stammte aus der Alpenregion (Schweiz, Österreich oder Süddeutschland), wie Analysen seines Zahnschmelzes ergeben haben. Bei einer weiteren Untersuchung des Skeletts wurde festgestellt, dass der Mann gehbehindert war und eine schwere Verletzung am linken Knie hatte: Das Knie war zertrümmert, die Kniescheibe fehlte und der Knochen wies entzündliche Stellen auf. Außerdem hatte er einen schmerzhaften Kieferabszess.

## Grabbeigaben
Die Leiche wurde mit ungewöhnlich vielen und reichen Grabbeigaben bestattet. Bisher wurde kein bronzezeitliches Grab mit so vielen Beigaben (mehr als hundert) entdeckt. Das sind zehnmal so viele, wie üblicherweise in solchen Gräbern gefunden wurden. Daher wurde der Tote in den englischen Medien zunächst als „König von Stonehenge“ bezeichnet.
Bei den Grabbeigaben handelte es sich u. a. um mehrere (16) Pfeilspitzen und zwei steinerne Armschutzplatten. Aufgrund dieser Beigaben wurde er „Amesbury Archer“ (Bogenschütze von Amesbury) genannt.
Weiterhin waren dem Verstorbenen Kupfermesser beigegeben. Von diesen qualitativ guten und geschmiedeten Messern, die damals sehr selten waren, lagen gleich drei dem Leichnam bei. Die Kupfermesser stammen aus Spanien und Frankreich.
Zusätzlich lagen in dem Grab ein Paar Goldohrringe und goldene Haarspangen. Gold war damals sehr selten und kostbar. Diese Schmuckstücke sind die ältesten Goldgegenstände, die bisher in Großbritannien gefunden wurden. In reich verzierten Tonkrügen wurde dem Verstorbenen Nahrung mit auf den Weg gegeben.
Seine kulturelle Zuordnung ergab sich durch fünf beigegebene Glockenbecher.

## Handelsnetz
Aus der Herkunft des Mannes und seiner Grabbeigaben schließen die Archäologen auf ein weit verzweigtes Handelsnetz, welches bereits in der frühen Bronzezeit existierte. Zudem liegt die Vermutung nahe, dass aus Mitteleuropa handwerkliche Fähigkeiten wie die Metallverarbeitung nach Großbritannien gebracht wurden. Die Metalle sind nach Meinung der Archäologen importiert worden.

## Weiteres Grab
Ein nahe gelegenes zweites Grab enthält die Überreste eines 20 bis 25 Jahre alten Mannes. Knochenanalysen deuten auf ein Verwandtschaftsverhältnis der beiden hin, welches auch am Fußknochen der Toten festgemacht wurde, denn beide wiesen ein miteinander verwachsenes Kahn- und Fersenbein auf. Der jüngere Mann scheint im Gebiet um Stonehenge aufgewachsen zu sein.